# Gebäude 10 (Universitätsklinikum Magdeburg)

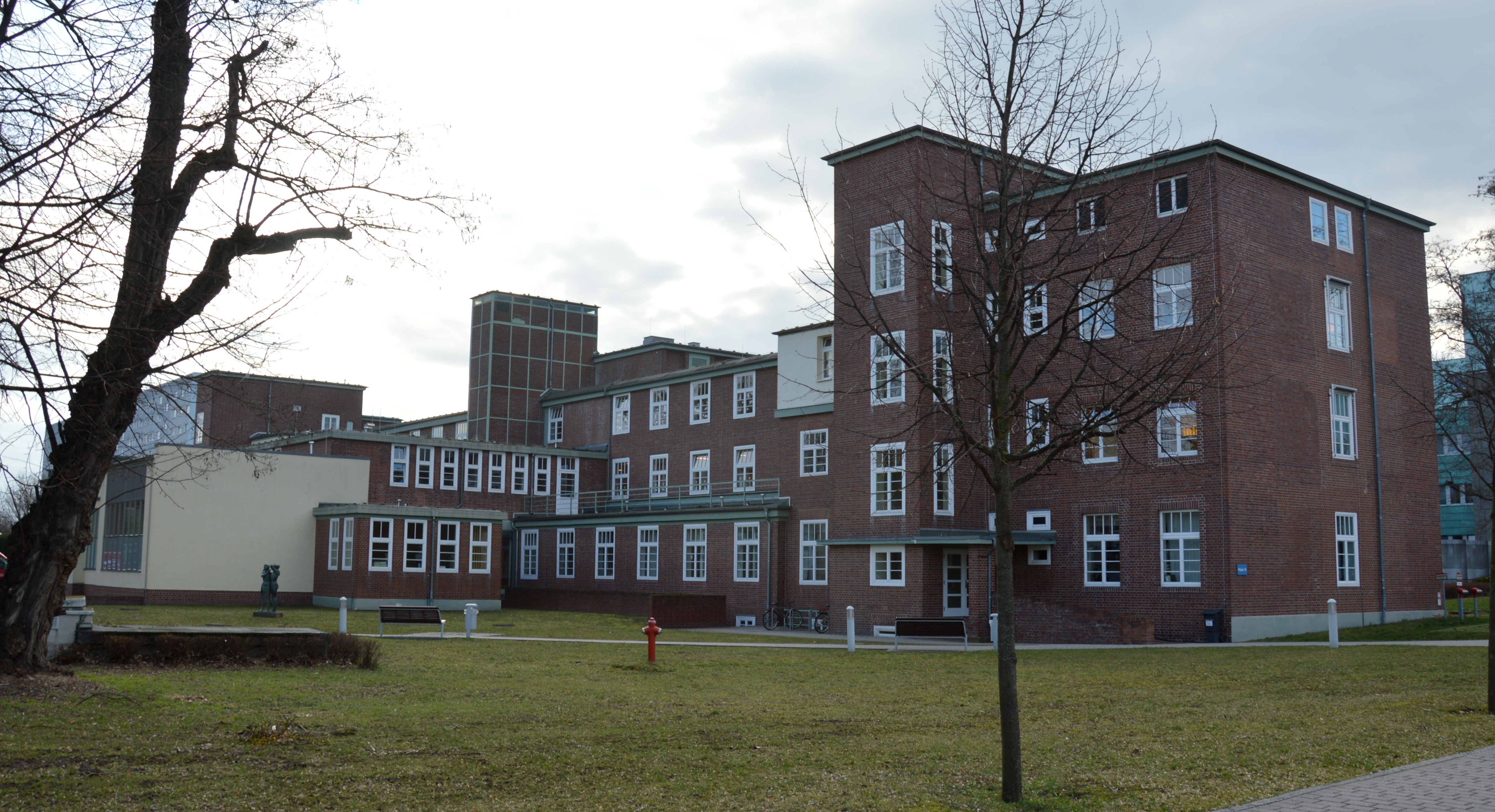
Gebäude 10 des Universitätsklinikums Magdeburg, Nordseite

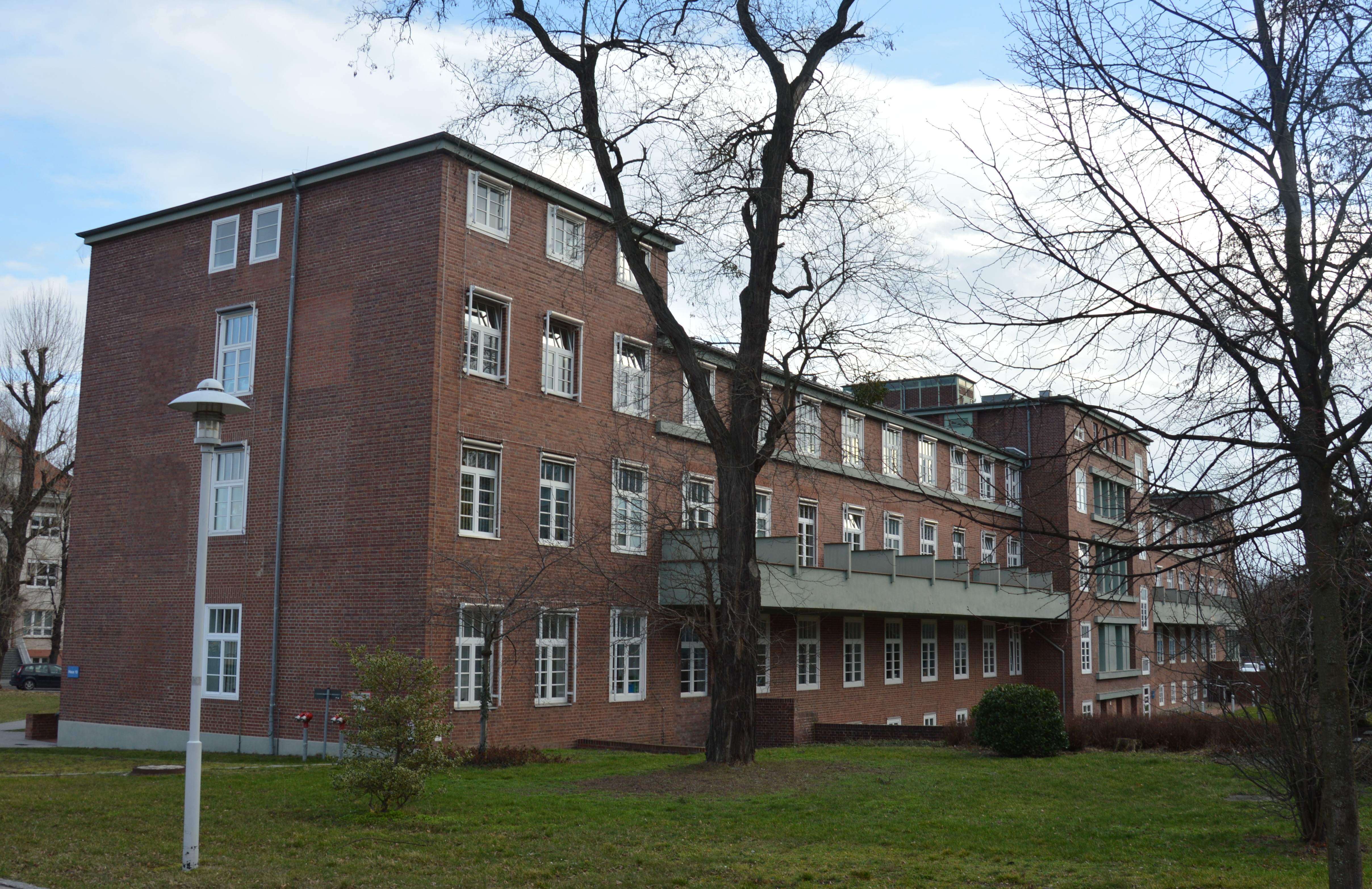
Südseite, 2017

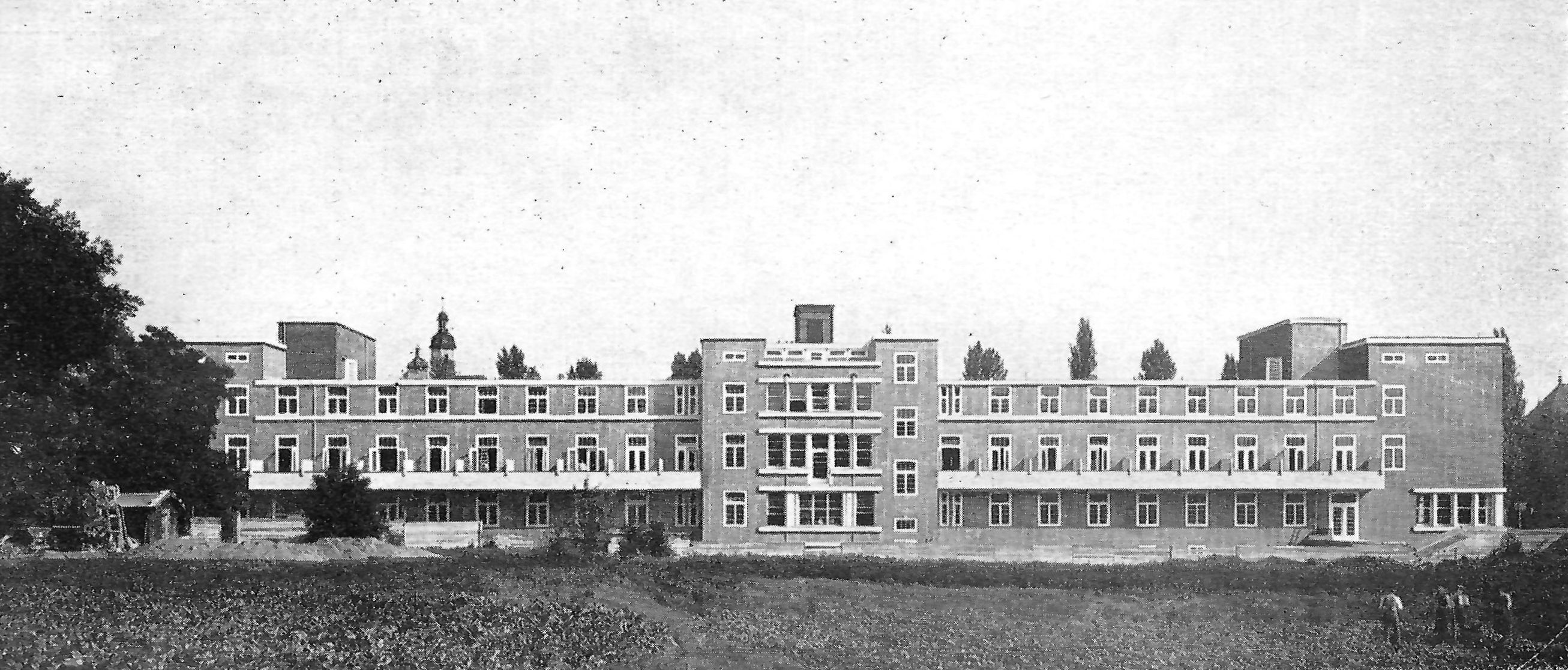
1926

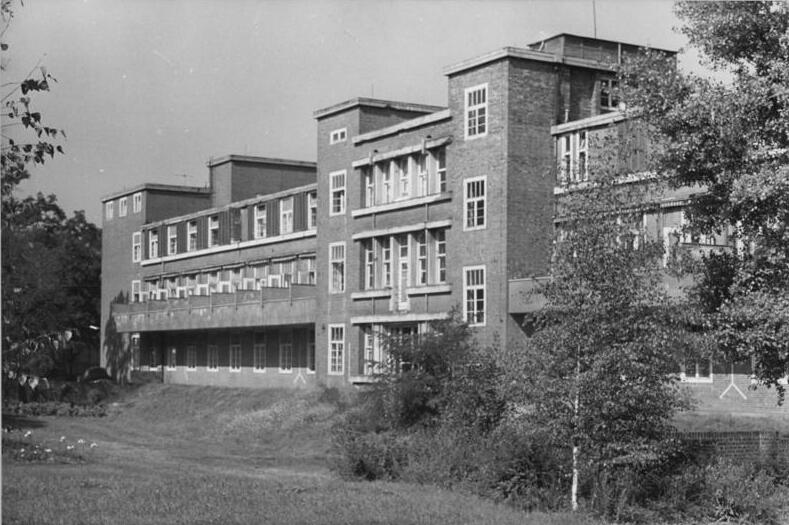
Südseite, 1964

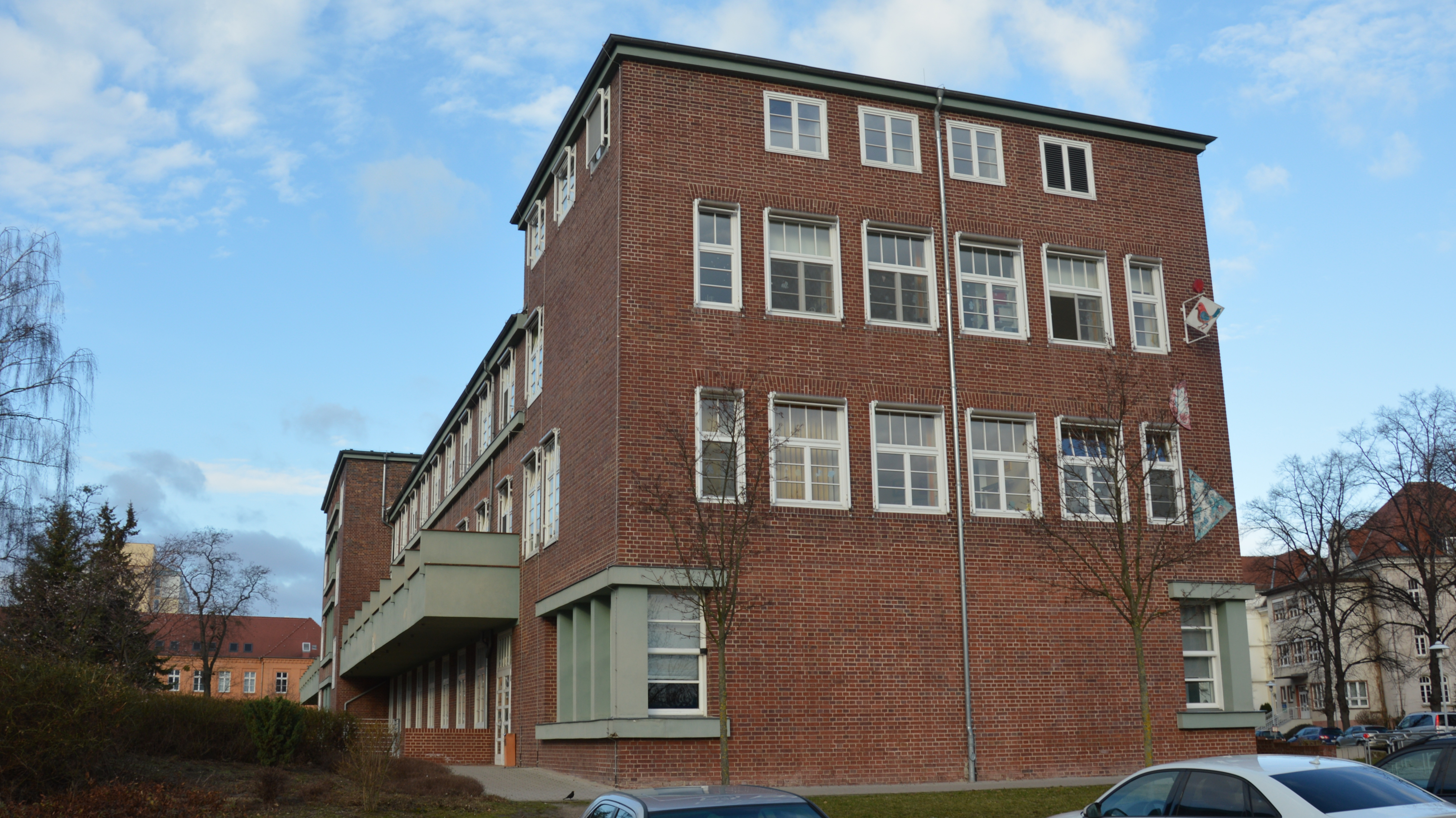
Blick von Osten

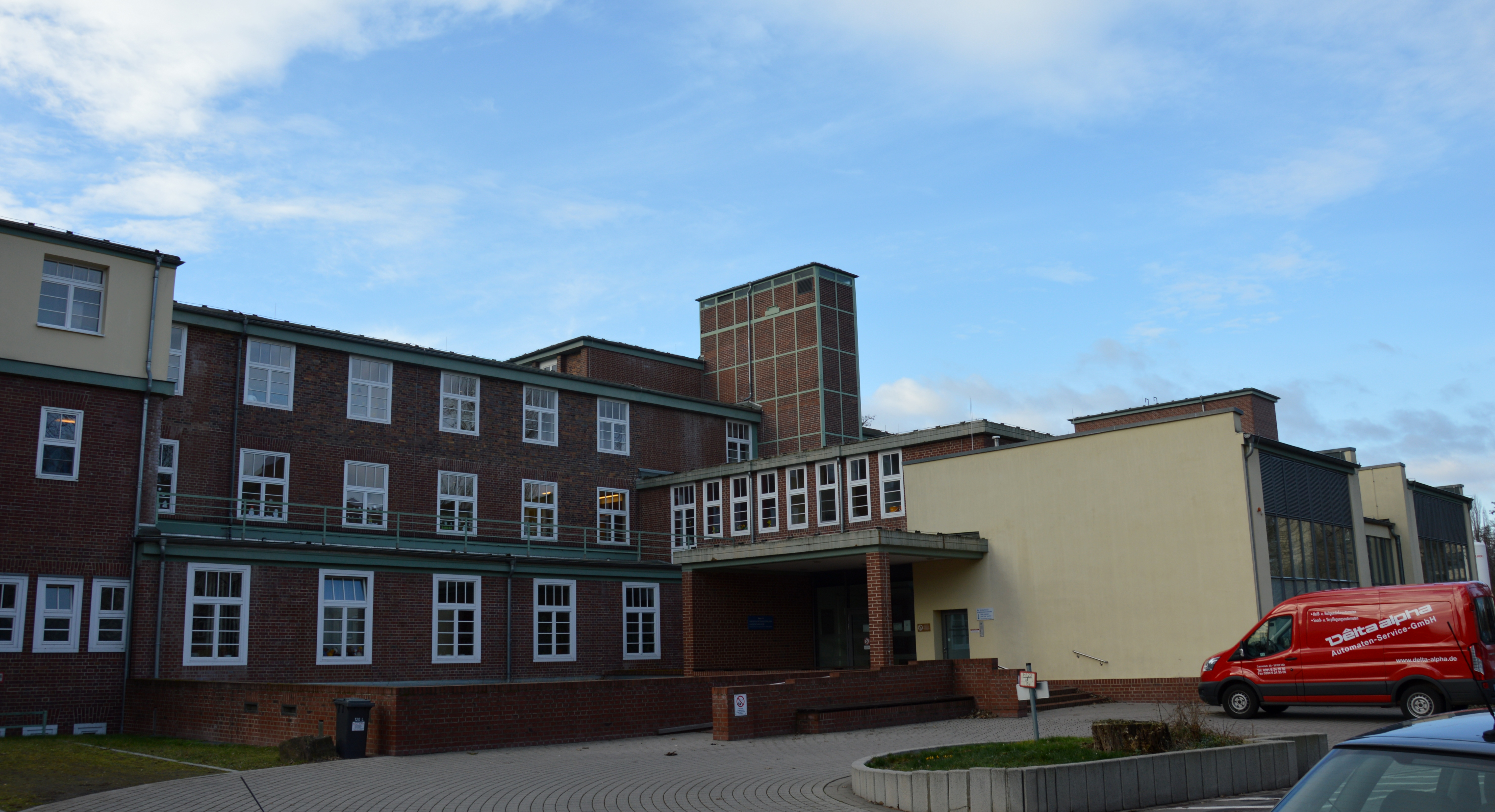
Wirtschaftsbau an der Nordseite

Das Gebäude 10 ist ein Klinikgebäude des Universitätsklinikums Magdeburg in Magdeburg in Sachsen-Anhalt. Es gilt als einer der markantesten Bauten des bekannten Architekten Johannes Göderitz und steht unter Denkmalschutz.

## Lage
Das Gebäude 10 liegt an der Westseite der Leipziger Straße im Magdeburger Stadtteil Leipziger Straße auf dem Gelände des Klinikums.

## Geschichte und Architektur
Das Gebäude entstand als Chirurgische Klinik in den Jahren 1925–1926, nach anderen Angaben 1925–1927, im Zuge der dritten Erweiterung des damaligen Krankenhaus Sudenburg. Der Entwurf stammte von den Architekten Johannes Göderitz und Fritz Kneller. Die Gestaltung ist von Werken Jacobus Johannes Pieter Ouds und Peter Behrens’ inspiriert. Insbesondere die Südfassade ist nahezu unverändert erhalten. Ursprünglich war der Bau nur als erster Pavillon eines auf drei Trakte mit Verbindungsgebäuden angelegten Komplexes geplant, der aber nicht in diesem Umfang ausgeführt wurde.
Es entstand ein in Ost-West-Richtung langgestreckter dreigeschossiger Bau mit Flachdach. Das symmetrisch aufgebaute Haus ist mit roten, weiß verfugten Hartbrandziegeln verkleidet. Es hat einen dreieinhalbgeschossigen, breit ausgebildeten Mittelrisalit, am Ost- und am Westende wird es von dreieinhalbgeschossigen Kopfbauten flankiert. Auf der Nordseite ist ein Wirtschaftstrakt angefügt. Der Bau erfolgte unter Verwendung einer Eisenbeton-Skelettkonstruktion, die eine flexible Gestaltung des Grundrisses ermöglichte, da Zwischenwände so an beliebigen Stellen gesetzt werden konnten.
Die Gliederung der Fassade erfolgt mittels plastisch hervortretender Betonbänder, die die Fenster zum Teil oben und unten fassen. Die Fenster des Hauses schließen bündig mit der Oberfläche der Fassade ab. Vor dem ersten Obergeschoss verläuft auf der Südseite, jeweils zwischen den beiden Kopfbauten und dem Mittelrisalit, ein langer Balkon, der ebenfalls aus Eisenbeton besteht.
In späterer Zeit erfolgten Um- und Anbauten, die den architektonischen Gesamteindruck jedoch im Wesentlichen unbeeinträchtigt ließen. Derzeit (Stand 2017) ist im sanierten Gebäude die Kinderklinik des Universitätsklinikums mit Ambulanz, Intensivstation, vier weiteren Stationen und der Kinderchirurgie untergebracht.
Im Denkmalverzeichnis des Landes Sachsen-Anhalt ist das Krankenhaus unter der Erfassungsnummer 094 06376 als Baudenkmal verzeichnet.
Das Gebäude 10 gilt als wichtiges Beispiel des Neuen Bauens und ist stadtgeschichtlich als erhaltenes Dokument für Magdeburg als „Stadt des Neuen Bauwillens“ bedeutend.